# Witstaartkuifvliegenvanger
De witstaartkuifvliegenvanger (Elminia albicauda) is een zangvogel uit de familie Stenostiridae.

## Verspreiding en leefgebied
Deze soort komt voor van Angola tot zuidwestelijk Oeganda, Tanzania en noordelijk Mozambique.

## Status
De grootte van de populatie is niet gekwantificeerd maar de soort wordt omschreven als schaars tot algemeen. Op de Rode lijst van de IUCN heeft deze soort de status niet bedreigd.